# والهاوزن (بادن-وورتمبرگ)
والهاوزن (به آلمانی: Wallhausen) یک شهر در آلمان است که در شوبیش هال واقع شده‌است.